# Liste der Naturdenkmale in Borler
Die Liste der Naturdenkmale in Borler nennt die im Gemeindegebiet von Borler ausgewiesenen Naturdenkmale (Stand 4. Juni 2024).

## Naturdenkmale
| Nr.         | Bezeichnung              | Lage                           | Beschreibung                                                                                               | Bild                                    |
| ----------- | ------------------------ | ------------------------------ | --- | --------------------------------------- |
| ND-7233-134 | Eschengruppe             | Kapellenweg, hinter Nr. 3 Lage | Fraxinus excelsior, drei von ursprünglich fünf Bäumen, um 1850 gepflanzt, bis zu 20 m hoch                 | Direkt Bild zu diesem Denkmal hochladen |
| ND-7233-185 | Kastanie vor der Kapelle | Hauptstraße, vor Nr. 3 Lage    | Aesculus hippocastanum, um 1750 gepflanzt, 15 m hoch bei 2,8 m Brusthöhenumfang und 15 m Kronendurchmesser | Fotos hochladen                         |